# Опгайм (Монтана)
Опгайм (англ. Opheim) — місто (англ. town) в США, в окрузі Веллі штату Монтана. Населення — 75 осіб (2020).

## Географія
Опгайм розташований за координатами 48°51′26″ пн. ш. 106°24′30″ зх. д. / 48.85722° пн. ш. 106.40833° зх. д. (48.857123, -106.408227).  За даними Бюро перепису населення США в 2010 році місто мало площу 0,54 км², уся площа — суходіл.

## Демографія
Згідно з переписом 2010 року, у місті мешкало 85 осіб у 47 домогосподарствах у складі 24 родин. Густота населення становила 157 осіб/км².  Було 69 помешкань (127/км²).
Расовий склад населення:
| - 97,6 % — білих |

До двох чи більше рас належало 2,4 %. Частка іспаномовних становила 0,0 % від усіх жителів.
За віковим діапазоном населення розподілялося таким чином: 11,8 % — особи молодші 18 років, 61,1 % — особи у віці 18—64 років, 27,1 % — особи у віці 65 років та старші. Медіана віку мешканця становила 58,4 року. На 100 осіб жіночої статі у місті припадало 84,8 чоловіків;  на 100 жінок у віці від 18 років та старших — 97,4 чоловіків також старших 18 років.
Середній дохід на одне домашнє господарство  становив 43 112 долари США (медіана — 31 964), а середній дохід на одну сім'ю — 48 757 доларів (медіана — 32 292). За межею бідності перебувало 19,7 % осіб, у тому числі 63,6 % дітей у віці до 18 років та 0,0 % осіб у віці 65 років та старших.
Цивільне працевлаштоване населення становило 38 осіб. Основні галузі зайнятості: освіта, охорона здоров'я та соціальна допомога — 39,5 %, сільське господарство, лісництво, риболовля — 21,1 %, роздрібна торгівля — 13,2 %, оптова торгівля — 10,5 %.